# Foce del Torrente Calatubo e dune
Foce del Torrente Calatubo e dune este o arie protejată (arie specială de conservare — SAC, sit de importanță comunitară — SCI) din Italia întinsă pe o suprafață de 108 ha, integral pe uscat.

## Localizare
Centrul sitului Foce del Torrente Calatubo e dune este situat la coordonatele 38°02′26″N 12°59′02″E / 38.040641°N 12.983888°E.

## Înființare
Situl Foce del Torrente Calatubo e dune a fost declarat sit de importanță comunitară în septembrie 1995 pentru a proteja 28 de specii de animale. Situl a fost protejat și ca arie specială de conservare în decembrie 2015.

## Biodiversitate
Situată în ecoregiunea mediteraneană, aria protejată conține 14 habitate naturale: Dune de coastă cu Juniperus spp., Ape oligotrofe în general din solurile nisipoase vest-mediteraneene, cu un conținut foarte redus de minerale, cu Isoetes spp., Tufărișuri termo-mediteraneene și de pre-deșert, Dune de pe litoral fixate cu Crucianellion maritimae, Dune cu vegetație ierboasă Brachypodietalia cu specii anuale, Păduri de Quercus ilex și Quercus rotundifolia, Pseudostepă cu ierburi și specii anuale de Thero-Brachypodietea, Râuri mediteraneene cu debit intermitent, cu specii de Paspalo-Agrostidion, Iazuri temporare mediteraneene, Dune mobile cu vegetație embrionară, Matorral arborescenți cu Juniperus spp., Vegetație anuală la limita mareei, Galerii și tufărișuri riverane sudice (Nerio-Tamaricetea și Securinegion tinctoriae), Dune mobile de-a lungul țărmului cu Ammophila arenaria („dune albe”).
La baza desemnării sitului se află mai multe specii protejate:
- păsări (27): lăcar mare (Acrocephalus arundinaceus), fluierar de munte (Actitis hypoleucos), pescăruș albastru (Alcedo atthis), fâsă de luncă (Anthus pratensis), stârc cenușiu (Ardea cinerea), stârc galben (Ardeola ralloides), buhai de baltă (Botaurus stellaris), fugaci roșcat (Calidris ferruginea), fugaci mic (Calidris minuta), bătăuș (Calidris pugnax), erete cenușiu (Circus pygargus), lăstun de casă (Delichon urbicum), egretă mică (Egretta garzetta), măcăleandru (Erithacus rubecula), stârc pitic (Ixobrychus minutus), sfrâncioc cu cap roșu (Lanius senator), pescăruș-cu-cap-negru (Larus melanocephalus), pescăruș râzător (Larus ridibundus), privighetoare (Luscinia megarhynchos), prigoare (Merops apiaster), codobatură galbenă (Motacilla alba), cresteț pestriț (Porzana porzana), Spatula clypeata, chiră de mare (Thalasseus sandvicensis), fluierarul cu picioare roșii (Tringa totanus), pupăză (Upupa epops), Zapornia parva
- nevertebrate (1): Brachytrupes megacephalus

Pe lângă speciile protejate, pe teritoriul sitului au mai fost identificate 12 specii de plante, 2 specii de păsări, 3 specii de amfibieni, 1 specie de mamifere, 3 specii de reptile.